# Aston Villa Football Club
L'Aston Villa Football Club, noto semplicemente come Aston Villa, è un club calcistico inglese con sede nella città di Birmingham e milita in Premier League, la massima divisione inglese, e disputa le proprie partite casalinghe allo stadio Villa Park, impianto da 42.785 posti a sedere.
Nato nel 1874, l'Aston Villa fu tra i membri fondatori della Football League nel 1888 e della Premier League nel 1992. È uno dei club più antichi e vincenti d'Inghilterra: il suo palmarès conta infatti ventitré trofei ufficiali, compresa una Coppa dei Campioni, anche se 11 di questi onori furono conquistati prima della prima guerra mondiale; è inoltre il secondo club per numero di stagioni trascorse in massima serie, alle spalle dell'Everton.
I colori sociali del club sono il bordeaux ed il celeste. Diversi sono stati gli stemmi utilizzati, tutti caratterizzati dalla presenza di un leone rampante; lo storico simbolo circolare della squadra che vinse la Coppa dei Campioni fu sostituito qualche anno più tardi da uno scudo a righe bordeaux e celesti con il leone al centro, mentre nel 2007 venne ulteriormente inserito un leone d'oro su uno sfondo celeste.

## Storia

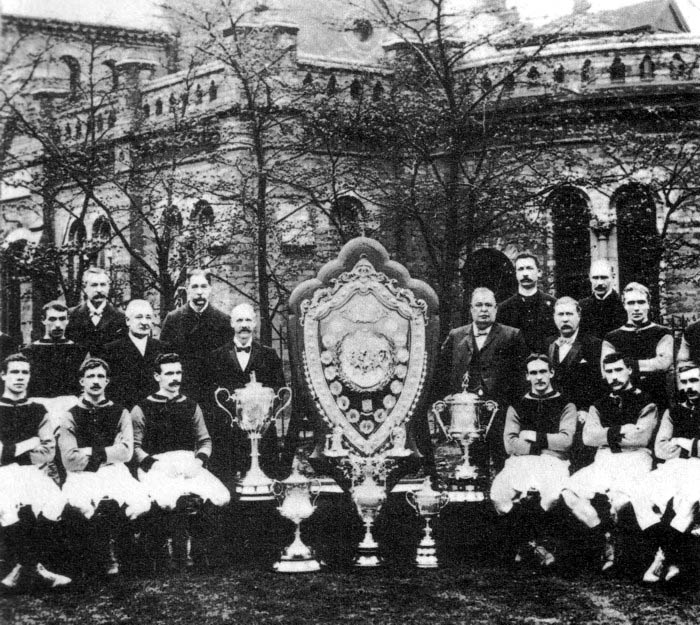
L'Aston Villa nel XIX secolo

L'Aston Villa Football Club fu fondato il 21 novembre 1874 dai membri dell'Aston Villa Wesleyan Church, una parrocchia metodista di Birmingham. I quattro ventenni fondatori furono Jack Hughes, Frederick Matthews, Walter Price e William Scattergood. La prima partita fu disputata contro una squadra di rugby, l'Aston Brook St Mary's Rugby: i giocatori si accordarono nel disputare il primo tempo con le regole del rugby, mentre il secondo fu disputato con regole calcistiche. Il Villa diventò rapidamente una delle migliori compagini delle Midlands Occidentali e, già nel 1880, guidata dal capitano George Ramsay, vinse il suo primo trofeo, la Birmingham Senior Cup.
La squadra vinse la sua prima FA Cup nel 1887: il capitano di quella rosa, Archie Hunter, divenne uno dei primi calciatori noti nell'Inghilterra dell'epoca. L'anno successivo, nel 1888, il Villa fu tra i dodici club che inaugurarono la Football League; uno dei dirigenti della società bordeaux-celeste, William McGregor, fu il fondatore della lega. Già nei primi anni, dunque, l'Aston Villa si distinse come il club inglese più vincente dell'era vittoriana, con numerose vittorie in campionato e coppa. Nel 1897 raggiunse il Double, ossia la vittoria di coppa e campionato nella stessa stagione. È del medesimo anno il trasferimento della squadra nell'attuale impianto sportivo, all'epoca chiamato Aston Lower Grounds. I tifosi, tuttavia, si riferiranno romanticamente sempre a esso come Villa Park, finché questo non diverrà il nome ufficiale.
L'Aston Villa vinse per la sesta volta la FA Cup nel 1920; poco dopo, però, iniziò un lento declino che, nel 1936, nonostante fino a pochi anni prima fosse una delle potenze del calcio europeo, portò il club alla retrocessione. Questo risultato arrivò, soprattutto, a causa della debolezza difensiva della squadra: in una sola stagione, infatti, dovettero concedere ben  110 reti agli avversari, sette delle quali arrivate dall'Arsenal di Ted Drake, in una vergognosa sconfitta casalinga per 1 a 7. Come tutti gli altri club inglesi, l'Aston Villa non poté essere attivo per sette stagioni a causa della seconda guerra mondiale; il conflitto portò molte carriere ad una fine prematura. Per il resto degli anni quaranta la squadra fu ricostruita sotto la guida dell'ex calciatore Alex Massie. Nel 1957, a distanza di trentasette anni dall'ultimo trofeo, per il Villa arrivò una inaspettata vittoria in FA Cup, una finale vinta sui Busby Babes del Manchester Utd di Matt Busby. Il club retrocesse nuovamente due stagioni dopo, nel 1958, a causa di un certo autocompiacimento dei calciatori. Il Villa, comunque, vinse subito il campionato di Seconda Divisione raggiungendo dunque un'immediata promozione. La stagione successiva si aggiudicò la prima Coppa di Lega, organizzata per la prima volta proprio in quel 1961.
I tardi anni sessanta furono un periodo di agitazione tra i tifosi, desiderosi di cambi nella dirigenza della squadra. Tutto iniziò a causa della terza retrocessione del club, sotto la guida dell'allenatore Dick Taylor, nel 1967. Quando, nel campionato successivo, l'Aston Villa terminò solo alla sedicesima posizione di Seconda Divisione, i tifosi chiesero alla dirigenza di rassegnare le dimissioni. Con un bilancio finanziario sempre più in rosso, il club navigò nella parte bassa della classifica per diverso tempo. La società decise, perciò, di licenziare il sostituto di Taylor, Tommy Cummings, e poco tempo dopo l'intera dirigenza, a causa della pressione dei tifosi, diede le proprie dimissioni. Dopo molte speculazioni il controllo fu assunto dal finanziere londinese Pat Matthews, che scelse Doug Ellis come presidente. Ciononostante la nuova proprietà non riuscì ad evitare la retrocessione in terza divisione al termine del campionato 1969-1970. Nel 1971–1972 vi fu il ritorno in seconda divisione, coronato dal record di punti (70) per il torneo. Nel 1973 fu nominato nuovo allenatore Ron Saunders e nel 1977 il club tornò nella massima divisione e nelle coppe europee.

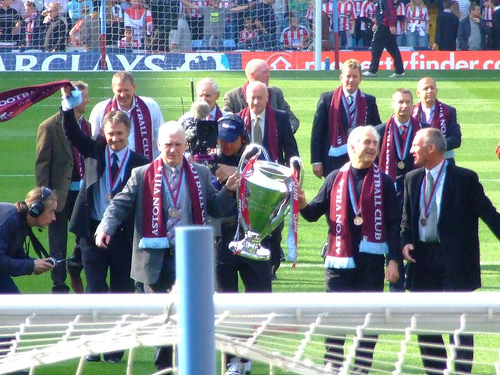
La squadra vincitrice della Coppa Campioni durante il ritrovo del 2007

Sotto la guida di Saunders il Villa tornò ad essere una squadra di successo, vincendo il campionato inglese nella stagione 1980-1981. Tra la sorpresa generale Saunders diede, tuttavia, le dimissioni a metà della stagione successiva, con il club ai quarti di finale della Coppa Campioni. Fu sostituito dal suo assistente Tony Barton, il quale fu in grado di guidare i Villans alla vittoria della massima competizione confederale nella finale di Rotterdam contro il Bayern Monaco. Da quel giorno l'Aston Villa è una delle sei squadre inglesi ad essersi aggiudicata la massima competizione europea, insieme a Liverpool, Nottingham Forest, Manchester United,
Chelsea e Manchester City. È questo il punto più alto raggiunto dal Villa negli anni ottanta, terminati, tuttavia, amaramente, con la retrocessione del 1987. La stagione successiva, però, la squadra tornò in massima divisione, facendo seguire alla promozione il secondo posto in campionato nel 1988-1989.
Nel 1992 l'Aston Villa fu tra i membri fondatori della Premier League e nella stagione inaugurale del torneo chiuse al secondo posto. Nel resto degli anni novanta il club cambiò tre diversi allenatori, ma senza esito: i piazzamenti in campionato non furono soddisfacenti, nonostante due vittorie nella Coppa di Lega inglese. Nel 2000, per la prima volta dal 1957, la squadra raggiunse la finale di FA Cup, perdendola per 1-0 contro il Chelsea; fu l'ultima finale disputata al vecchio stadio di Wembley, poi chiuso e demolito. Ancora una volta alla guida della squadra si alternarono vari manager, ma i risultati restarono mediocri, finché nel 2006 arrivò Martin O'Neill a sostituire David O'Leary. Nel frattempo, dopo ventitré anni come presidente, Ellis decise di vendere il club a Randy Lerner, già proprietario della franchigia NFL dei Cleveland Browns. L'arrivo di un nuovo tecnico e un nuovo proprietario portò una ventata d'ottimismo nella tifoseria e una serie di cambiamenti, come quelli dello stemma e delle divise.
Negli anni a venire il rendimento del club peggiorò, sino alla retrocessione al termine della stagione 2015-2016, dopo ventotto anni di militanza ininterrotta in massima serie. Dopo tre anni in Championship (seconda divisione inglese), nel 2019 il club tornò in Premier League e nel 2022-2023, sotto la guida di Unai Emery, si qualificò alla Conference League, tornando nelle coppe europee dopo tredici anni.

## Colori
I colori del club sono il bordeaux ("claret") e il celeste ("sky blue"). Precisamente le maglie sono bordeaux con le maniche celesti, i pantaloncini bianchi, i calzettoni celesti. Originariamente i colori prevedevano anche una tonalità di bianco, grigio o blu. Per alcuni anni, dal 1877 al 1879, la squadra indossò divise dei colori più disparati: tutte bianche, blu e nere, rosse e blu o completamente verdi. Dal 1880 furono adottate delle casacche nere con un leone rosso ricamato sul petto, in base a un'idea di William McGregor. Queste divise rimasero inalterate per sei anni, finché una voce ufficiale del club disse che i colori sociali sarebbero stati cioccolata e blu cielo.
Non vi sono notizie certe sul motivo dell'adozione di celeste e bordeaux. Secondo la voce più accreditata la scelta dell'abbinamento sarebbe da ricondurre all'influenza di alcuni uomini scozzesi come George Ramsay e William McGregor, che avrebbero proposto la combinazione tra il marrone degli Heart of Midlothian (poi divenuto granata) e il blu dei Rangers, con il leone rampante nello stemma, tipicamente scozzese.

## Simboli
Dal 2016 lo stemma ufficiale introdotto nel 2007 viene parzialmente modificato togliendo il testo PREPARED e ingrandendo il leone. Il nuovo distintivo era stato modificato nel 2007 prevedendo un leone in primo piano, su uno sfondo celeste chiaro. Era stata aggiunta anche una stella, per ricordare la vittoria in Coppa dei Campioni del 1982. La parola Prepared era rimasta, ma il nome Aston Villa è stato accorciato in AVFC. Lerner ha chiesto ai tifosi di dare suggerimenti per il nuovo logo. Le divise con il nuovo stemma furono presentate il 17 luglio 2007 a Birmingham. Il 2 giugno 2008 è stato ufficializzato il nuovo sponsor per la stagione, l'Acorns Children's Hospice, un'associazione di beneficenza. Si è trattato del primo accordo di questo tipo nella Premier League.
Il 6 aprile 2016 il club annuncia che avrebbe utilizzato un nuovo stemma della stagione 2016-2017, seguendo i suggerimenti e le idee date dai tifosi ed i gruppi organizzati. Nel nuovo stemma al leone sono stati aggiunti gli artigli, mentre la parola "Prepared" è stata rimossa per aumentare le dimensioni del leone e delle iniziali del club nello stemma. Nel novembre 2022, a seguito di un nuovo sondaggio tra i tifosi, il club ha annunciato che avrebbe adottato un nuovo stemma, a forma circolare, per la stagione successiva. Successivamente il responsabile delle operazioni commerciali del club, Chris Heck, ha chiarito come il nuovo logo sarebbe stato utilizzato esclusivamente per le divise da gioco e l'abbigliamento da allenamento, mantenendo il badge esistente come logo principale in tutti gli altri ambiti. Nel maggio 2024, il club annuncia un nuovo logo, questa volta a forma di scudo.

Lo stemma utilizzato fino al 2007
Lo stemma utilizzato dal 2007 al 2023
Lo stemma utilizzato dal 2023 al 2024
Lo stemma utilizzato dal 2024

## Strutture

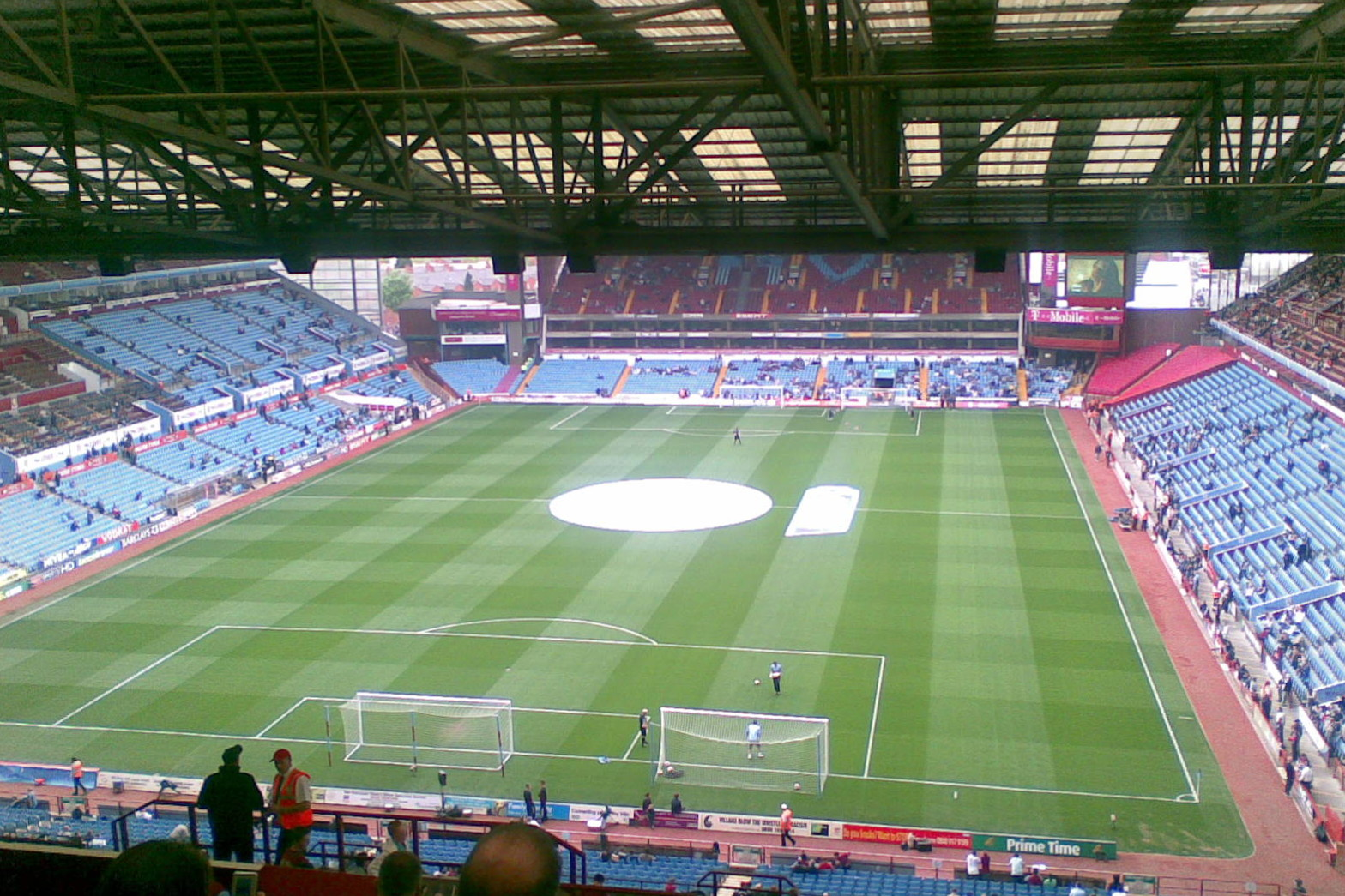
Veduta interna del Villa Park

L'attuale stadio dell'Aston Villa è il Villa Park, che secondo la classificazione degli stadi UEFA ha un punteggio di quattro stelle. Prima dell'attuale impianto la squadra giocò all'Aston Park, dal 1874 al 1876, e al Perry Barr, dal 1876 al 1897. Attualmente il Villa Park è lo stadio più grande delle Midlands occidentali e si trova all'ottavo posto tra quelli inglesi. Ha ospitato per sedici volte la Nazionale inglese, la prima volta nel 1899 e la più recente nel 2005. È stato il primo stadio inglese ad ospitare partite in tre secoli diversi. È anche lo stadio più utilizzato nelle semifinali di FA Cup, avendone ospitate ben cinquantacinque. La società ha intenzione di ampliare la North Stand, per portare la capienza dell'impianto a 51 000 spettatori. Inoltre è l'unico stadio al mondo ad aver ospitato incontri tra nazionali in tre secoli diversi.
L'attuale campo di allenamento del club si trova a Bodymoor Heath, nel nord Warwickshire, e fu acquistato da Doug Ellis nei primi anni settanta da un agricoltore locale. Nei primi anni novanta il sito cominciò a mostrare segnali d'invecchiamento, pertanto nel 2005 Ellis stanziò un budget di 13 milioni di sterline per ristrutturarlo. I lavori furono, tuttavia, sospesi a causa di alcuni problemi finanziari e furono lasciati a metà, fino a quando Randy Lerner acquistò la società e fissò tra le sue priorità quella di far diventare Bodymoor Heath una delle migliori strutture del mondo. Il nuovo campo d'allenamento fu ufficialmente inaugurato il 6 maggio 2007 dall'allenatore Martin O'Neill, dal capitano Gareth Barry e dal capitano della squadra vincitrice della Coppa dei Campioni nel 1982 Dennis Mortimer. L'Aston Villa cominciò ad allenarsi lì dalla stagione 2007–2008.

## Società

### Proprietà
Le prime quote del club furono distribuite verso la fine del XIX secolo.
Il 14 agosto 2006 fu confermato che Randy Lerner, allora proprietario dei Cleveland Browns della National Football League, aveva raggiunto un accordo di 62,6 milioni di sterline con l'Aston Villa per un cambio di gestione del club. Una dichiarazione pubblicata il 25 agosto al London Stock Exchange (LSE) annunciò che Lerner aveva ottenuto 59,69% delle azioni Villa, divenendo socio di maggioranza; si nominò inoltre presidente del club. Lerner ha preso il pieno controllo il 18 settembre, possedendo l'89,69% delle azioni. Il 19 settembre 2006 Ellis e il suo consiglio di amministrazione si dimisero e furono sostituiti da uno nuovo board guidato da Lerner. Quest'ultimo nominò Charles Krulak direttore non esecutivo e ad Ellis fu assegnata la carica onoraria di presidente emerito.
Nel maggio 2014 Lerner mise in vendita il club con una valutazione di 200 milioni di sterline.
Il 18 maggio 2016 Randy Lerner ha concordato la vendita dell'Aston Villa a Recon Group, di proprietà dell'uomo d'affari cinese Xia Jiantong. La cessione è stata perfezionata il 14 giugno 2016 per una somma di 76 milioni di sterline, dopo essere stato approvata dalla Football League, con il club entrato a far parte della Sport, Leisure and Tourism division di Recon Group.Recon Group è stato selezionato come gruppo in grado di acquistare l'Aston Villa a seguito di un processo di selezione da parte del club.

### Sponsor
L'Aston Villa ha inserito il primo sponsor sulla maglia nel 1982, pubblicizzando la Davensports. Il primo sponsor tecnico, invece, è stato la Umbro, nel 1975.
L'Aston Villa ha rinunciato, nelle stagioni 2008-2009 e 2009-2010 a sponsorizzazioni esterne, ha invece promosso una campagna di sensibilizzazione in favore dell'Acorns Children's.
Dal 2015 gli sponsor commerciali dell'Aston Villa sono stati Quickbooks. Precedenti sponsor commerciali sono stati Davenports (1982–83), Mita (1983–93), Müller (1993–95), AST Computer (1995–98), LDV (1998–2000), NTL (2000–02), Rover (2002–04), DWS Investments(2004–06), 32Red.com (2006–08), FxPro (2010–11), Genting Casinos (2011–13), Dafabet (2013–2015), e Intuit QuickBooks (2015–). Per la stagione 2019-20, invece, sulle maglie della squadra apparirà il bookmaker asiatico W88.
Dal 2024 il kit è prodotto dal brand tedesco Adidas. Precedenti produttori sono stati Umbro (1972–81, 1990–93), le Coq Sportif (1981–83), Henson (1983–87), Hummel (1987–90, 2004–07), Asics (1993–95), Reebok (1995–2000), Diadora (2000–04), Nike (2007–12), Macron (2012-16), Under Armour (2016-18), Luke Sport (2018-19), Kappa (2019-22) e Castore (2022-24).
| Sponsor ufficiali - Davenports (1982 – 1983) - Mita Copiers (1983 – 1993) - Müller (1993 – 1995) - AST Computers (1995 – 1998) - LDV Vans (1998 – 2000) - NTL (2000 – 2002) - Rover (2002 – 2004) - DWS Investments (2004 – 2006) - 32Red (2006 – 2008) - Acorns Children's Hospice (2008 – 2010) - FxPro (2010 – 2011) - Genting Group (dal 2011 – 2013) - w88 (2019 – ) | Sponsor tecnici - Umbro (1975 – 1981) - Le Coq Sportif (1981 – 1985) - Henson (1985 – 1987) - Hummel (1987 – 1990) - Umbro (1990 – 1993) - Asics (1993 – 1995) - Reebok (1995 – 2000) - Diadora (2000 – 2004) - Hummel (2004 – 2007) - Nike (2007 - 2012) - Macron (2012-2016) - Under Armour (2016-2018) - Luke Sport (2018-2019) - Kappa (2019-2022) - Castore (2022-2024) - Adidas (2024-in corso) |

## Allenatori
L'Aston Villa F.C. ha avuto in tutto 37 allenatori. Il primo fu lo scozzese George Ramsay, che guidò la formazione claret & blue per ben 42 anni, dal 1884 al 1926. Degli allenatori dell'Aston Villa la maggior parte sono britannici. Nella lista, infatti, figurano 31 britannici su 37 tecnici. Gli unici a non provenire dal Regno Unito sono lo slovacco Jozef Vengloš, l'irlandese David O'Leary, i francesi Gérard Houllier e Rémi Garde, l'italiano Roberto Di Matteo e lo spagnolo Unai Emery . Tra le nazionalità dei tecnici prevale quella inglese (19 rappresentanti), seguita dalla scozzese (10) e chiude il podio quella francese (2) mentre quella gallese, slovacca, irlandese,  nordirlandese, spagnola e italiana sono tutte a quota 1. Nella sua storia l'Aston Villa ha avuto sempre allenatori europei. Il tecnico in carica più a lungo fu George Ramsay che, come detto, è rimasto sulla panchina per 42 anni. Il secondo tecnico più longevo fu l'inglese W. J. Smith, che diresse il club per otto anni, dal 1926 al 1934. Restò per otto anni sulla panchina dei Villans anche Ron Saunders, dal 1974 al 1982.
| Nome              | Naz.             | Dal            | Al             | G    | V   | P   | S   | %V    |
| ----------------- | ---------------- | -------------- | -------------- | ---- | --- | --- | --- | ----- |
| George Ramsay     | Scozia           | agosto 1884    | maggio 1926    | 1327 | 658 | 255 | 414 | 48,59 |
| W. J. Smith       | Inghilterra      | agosto 1926    | maggio 1934    | 364  | 175 | 67  | 122 | 48,08 |
| Jimmy McMullan    | Scozia           | giugno 1934    | ottobre 1936   | 55   | 17  | 15  | 23  | 30,90 |
| Jimmy Hogan       | Inghilterra      | novembre 1936  | settembre 1939 | 124  | 57  | 26  | 41  | 45,97 |
| Alex Massie       | Scozia           | agosto 1945    | agosto 1950    | 189  | 76  | 46  | 67  | 40,21 |
| George Martin     | Inghilterra      | dicembre 1950  | agosto 1953    | 119  | 47  | 30  | 42  | 39,50 |
| Eric Houghton     | Inghilterra      | settembre 1953 | novembre 1958  | 250  | 88  | 65  | 97  | 35,20 |
| Joe Mercer        | Inghilterra      | dicembre 1958  | luglio 1964    | 282  | 120 | 63  | 99  | 42,55 |
| Dick Taylor       | Inghilterra      | luglio 1964    | maggio 1967    | 144  | 51  | 22  | 71  | 35,42 |
| Tommy Cummings    | Inghilterra      | luglio 1967    | novembre 1968  | 62   | 18  | 14  | 30  | 29,03 |
| Tommy Docherty    | Scozia           | dicembre 1968  | gennaio 1970   | 46   | 13  | 16  | 17  | 28,26 |
| Vic Crowe         | Galles           | gennaio 1970   | maggio 1974    | 199  | 88  | 55  | 56  | 44,22 |
| Ron Saunders      | Inghilterra      | giugno 1974    | febbraio 1982  | 353  | 157 | 98  | 98  | 44,76 |
| Tony Barton       | Inghilterra      | febbraio 1982  | giugno 1984    | 130  | 58  | 24  | 48  | 44,62 |
| Graham Turner     | Inghilterra      | luglio 1984    | settembre 1986 | 105  | 33  | 29  | 43  | 31,42 |
| Billy McNeill     | Scozia           | settembre 1986 | maggio 1987    | 41   | 9   | 15  | 17  | 21,95 |
| Graham Taylor     | Inghilterra      | maggio 1987    | luglio 1990    | 142  | 65  | 35  | 42  | 45,77 |
| Jozef Vengloš     | Cecoslovacchia   | luglio 1990    | maggio 1991    | 49   | 16  | 15  | 18  | 32,65 |
| Ron Atkinson      | Inghilterra      | luglio 1991    | novembre 1994  | 178  | 77  | 45  | 56  | 43,25 |
| Brian Little      | Inghilterra      | novembre 1994  | febbraio 1998  | 164  | 68  | 45  | 51  | 41,46 |
| John Gregory      | Inghilterra      | febbraio 1998  | gennaio 2002   | 190  | 82  | 52  | 56  | 43,15 |
| Graham Taylor     | Inghilterra      | febbraio 2002  | maggio 2003    | 60   | 19  | 14  | 27  | 31,66 |
| David O'Leary     | Irlanda          | maggio 2003    | luglio 2006    | 131  | 47  | 35  | 49  | 35,88 |
| Martin O'Neill    | Irlanda del Nord | agosto 2006    | agosto 2010    | 190  | 80  | 60  | 50  | 42,11 |
| Kevin MacDonald   | Scozia           | agosto 2010    | settembre 2010 | 5    | 1   | 2   | 2   | 20.00 |
| Gérard Houllier   | Francia          | settembre 2010 | giugno 2011    | 38   | 12  | 11  | 14  | 31.57 |
| Alex McLeish      | Scozia           | giugno 2011    | maggio 2012    | 38   | 7   | 17  | 14  | 18.42 |
| Paul Lambert      | Scozia           | giugno 2012    | febbraio 2015  | 115  | 34  | 26  | 55  | 29.56 |
| Tim Sherwood      | Inghilterra      | febbraio 2015  | ottobre 2015   | 28   | 10  | 2   | 16  | 35.71 |
| Kevin MacDonald   | Scozia           | ottobre 2015   | novembre 2015  | 9    | 2   | 2   | 5   | 22.22 |
| Rémi Garde        | Francia          | novembre 2015  | marzo 2016     | 23   | 3   | 7   | 13  | 13.04 |
| Eric Black        | Scozia           | marzo 2016     | giugno 2016    | 7    | 0   | 1   | 6   | 00.00 |
| Roberto Di Matteo | Italia           | luglio 2016    | ottobre 2016   | 12   | 1   | 7   | 4   | 8.33  |
| Steve Bruce       | Inghilterra      | ottobre 2016   | ottobre 2018   | 102  | 45  | 25  | 31  | 44.11 |
| Dean Smith        | Inghilterra      | ottobre 2018   | novembre 2021  | 100  | 43  | 20  | 37  | 43.00 |
| Steven Gerrard    | Inghilterra      | novembre 2021  | ottobre 2022   | 40   | 13  | 8   | 19  | 32.05 |
| Unai Emery        | Spagna           | novembre 2022  |                | 140  | 76  | 25  | 39  | 54.29 |

Le statistiche sono aggiornate al 25 maggio 2025 e includono tutti i match ufficiali.

## Calciatori
Villa's Fab 50 top player
La Villa's Fab 50 top player è una lista, pubblicata dal sito ufficiale del club, dei 50 calciatori più importanti della storia della squadra nel dopoguerra. È stato inserito un profilo al giorno, partendo dalla 50ª posizione, ad iniziare dal 6 giugno 2011. La lista dei calciatori è composta da:
1. Gordon Cowans
2. Dennis Mortimer
3. Johnny Dixon
4. Paul McGrath
5. Trevor Ford
6. Peter McParland
7. Peter Withe
8. Allan Evans
9. Nigel Spink
10. Charlie Aitken
11. Stan Lynn
12. Gareth Barry
13. Andy Gray
14. Nigel Sims
15. Gareth Southgate
16. Des Bremner
17. Dwight Yorke
18. Ian Taylor
19. Steve Staunton
20. Gary Shaw
21. Tony Morley
22. Tony Hateley
23. Peter Aldis
24. Gerry Hitchens
25. Brian Little

1. Jimmy Rimmer
2. Alan Wright
3. Chris Nicholl
4. Jimmy Dugdale
5. George Cummings
6. Harry Parkes
7. Les Smith
8. Ray Graydon
9. Mark Bosnich
10. Harry Burrows
11. Bobby Thomson
12. Gabriel Agbonlahor
13. Dion Dublin
14. Martin Laursen
15. Olof Mellberg
16. Dean Saunders
17. David Platt
18. Jackie Sewell
19. Ashley Young
20. Tony Daley
21. Gary Williams
22. Ken McNaught
23. John Deehan
24. Juan Pablo Ángel
25. John Carew

Premi individuali
- Giocatore dell'anno della PFA: 3

1977 Andy Gray, 1990 David Platt, 1993 Paul McGrath.
- Giovane dell'anno della PFA: 3

1977 Andy Gray, 1981 Gary Shaw, 2009 Ashley Young, 2010 James Milner.
- Giocatori nella squadra dell'anno della PFA: 2

2008 Ashley Young, 2009 Ashley Young, 2010 Richard Dunne e James Milner.
- Capocannoniere del campionato: 7

1895-1896 John James Campbell, 1897-1898 Fred Wheldon, 1899-1900 Billy Garraty, 1911-1912 Harry Hampton, 1930-1931 Tom Waring, 1976-1977 Andy Gray, 1980-1981 Peter Withe.
- Gol del mese: 4

09/2004 Lee Hendrie, 10/2006 Gareth Barry, 05/2007 Craig Gardner, 04/2008 Stilian Petrov.
Capitani

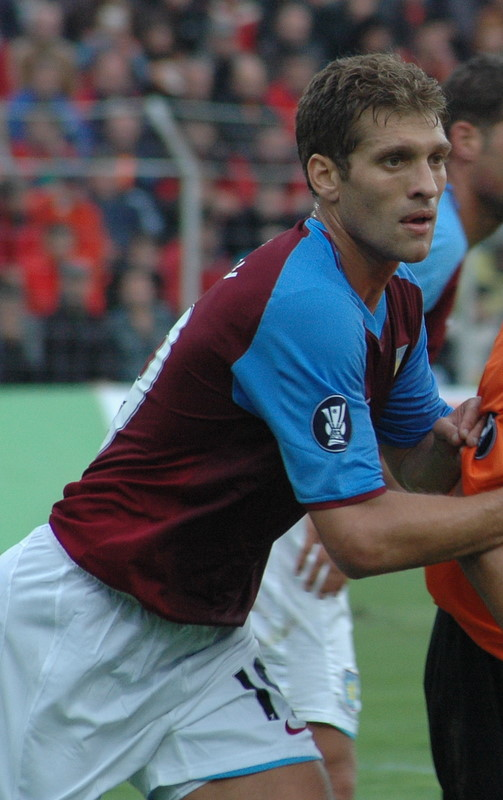
Stilijan Petrov, capitano tra il 2009 e il 2012.

 Il seguente è l'elenco dei 36 capitani dell'Aston Villa dalla fondazione a oggi, con il periodo in cui hanno portato la fascia:
- Walter H. Price (1874)
- George Ramsay (1876–1884)
- Archie Hunter (1884–1891)
- John Devey (1891–1898)
- Jimmy Crabtree (1898–1902)
- Howard Spencer (1902–1906)
- Joe Bache (1906–1914)
- Andy Ducat (1919–1921)
- Frank Moss (1921–1927)
- Billy Walker (1927–1933)
- Alec Talbot (1933–1934)
- Eric Houghton (1934–1936)
- Tom Griffiths (1936–1937)
- Alex Massie (1937–1938)
- George Cummings (1938–1949)
- Dicky Dorsett (1949–1951)
- Danny Blanchflower (1951–1955)
- Johnny Dixon (1955–1959)
- Vic Crowe (1959–1964)

- Alan Deakin (1964–1966)
- Charlie Aitken (1966–1973)
- Chris Nicholl (1973–1974)
- Ian Ross (1974–1976)
- Chris Nicholl (1976–1977)
- Dennis Mortimer (1977–1984)
- Allan Evans (1984–1989)
- Stuart Gray (1989–1992)
- Kevin Richardson (1992–1995)
- Andy Townsend (1995–1997)
- Gareth Southgate (1997–2001)
- Paul Merson (2001–2002)
- Steve Staunton (2002–2003)
- Olof Mellberg (2003–2006)
- Gareth Barry (2006–2009)
- Martin Laursen (2008–2009)
- Gareth Barry (2009)
- Stilijan Petrov (2009-2012)
- Gabriel Agbonlahor (2012-2016)
- Ron Vlaar (2013-2015)
- Jack Grealish (2016-2021)

Nazionali di calcio
Sono 20 i calciatori dell'Aston Villa ad aver partecipato ad un Campionato mondiale di calcio. Nel 1958 Peter McParland, nel 1982 Allan Evans, nel 1986 Steve Hodge, nel 1990 David Platt, nel 1990 e 1994 Paul McGrath, nel 1990 Tony Cascarino, nel 1994 Andy Townsend, nel 1994 Ray Houghton, nel 1994 e 2002 Steve Staunton, nel 1998 Savo Milošević, nel 1998 Gareth Southgate, nel 2002 Alpay Özalan e Darius Vassell, nel 2002 e 2006 Olof Mellberg, nel 2006 Ulises de la Cruz e 2006 Milan Baroš, nel 2010 Stephen Warnock, James Milner, Emile Heskey e Brad Guzan, nel 2022 Jan Bednarek, Matty Cash, Laender Dendoncker e Emiliano Martinez.

### Vincitori di titoli
Campioni del mondo
- Emiliano Martinenz (Qatar 2022)

Campioni del Sud America
- Emiliano Martinez (Brasile 2021, USA 2024)

Campioni d'Asia
- Chris Herd (Australia 2015)

## Palmarès

### Competizioni nazionali

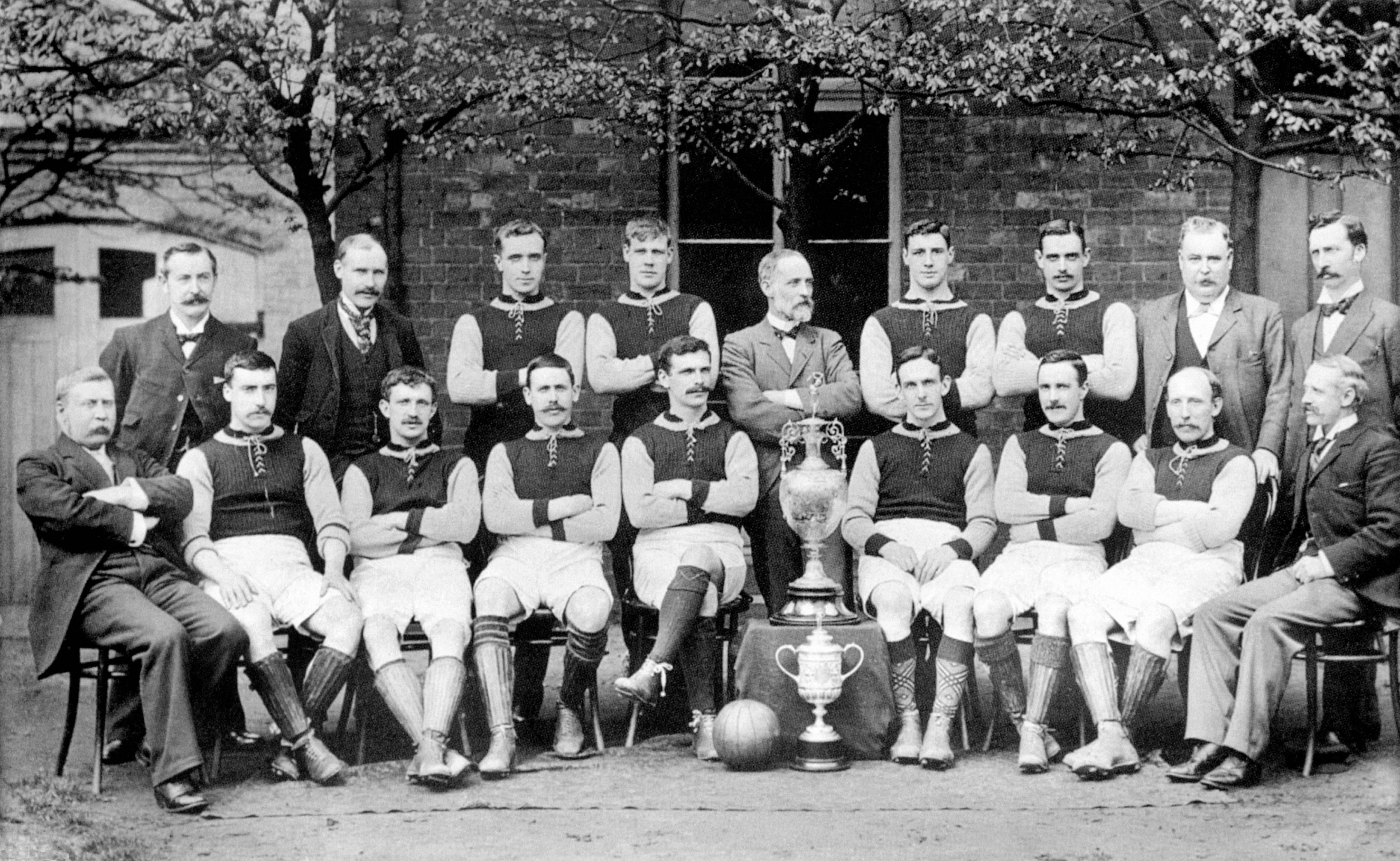
Il team dell'Aston Villa del 1896-1897 con i trofei della First Division e la FA Cup.

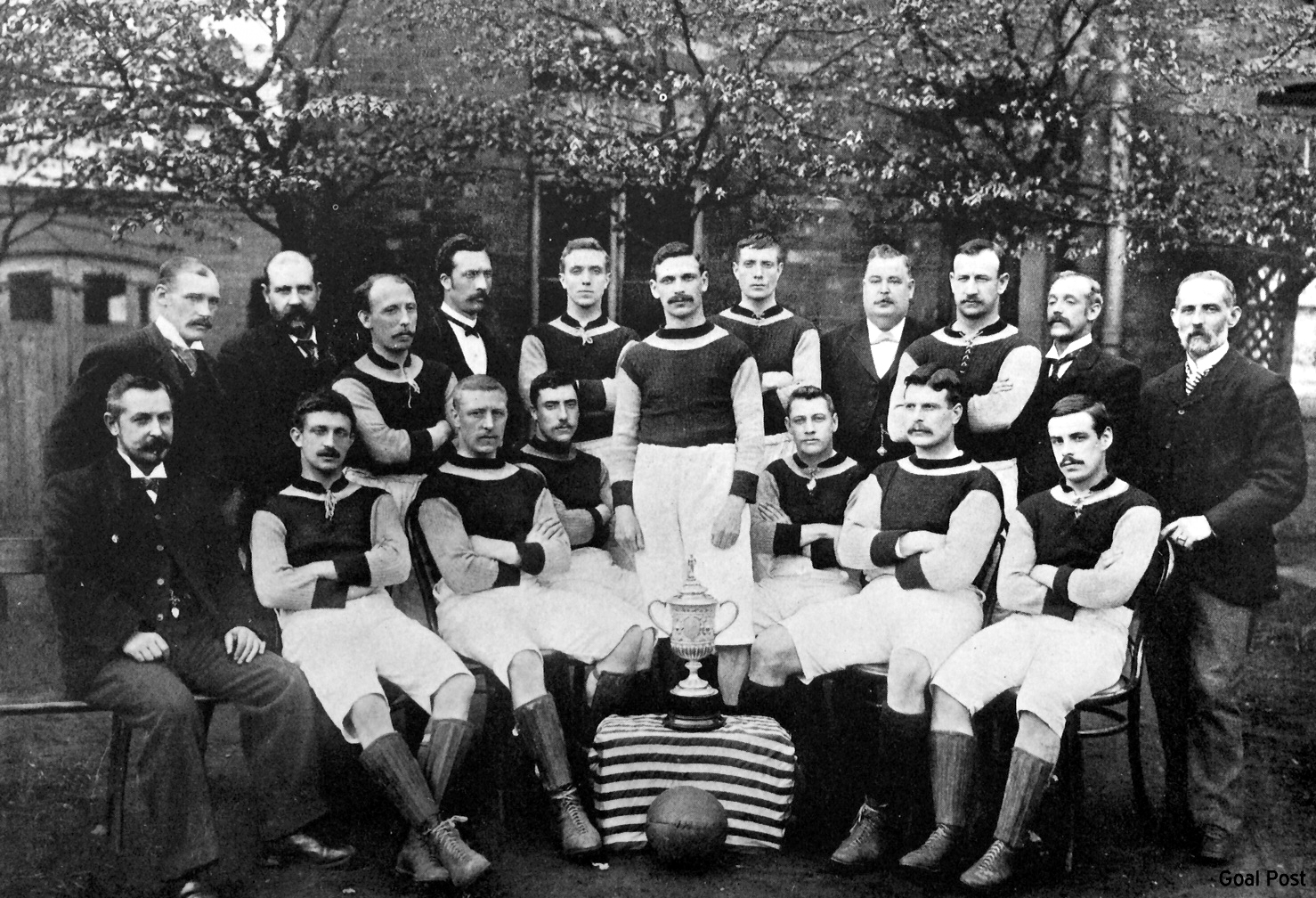
La squadra del 1894-1895 che ha vinto la FA Cup 1895.

- Campionato inglese: 7

1893-1894, 1895-1896, 1896-1897, 1898-1899, 1899-1900, 1909-1910, 1980-1981
- Coppa d'Inghilterra: 7

1886-1887, 1894-1895, 1896-1897, 1904-1905, 1912-1913, 1919-1920, 1956-1957
- Coppa di Lega inglese: 5

1960-1961, 1974-1975, 1976-1977, 1993-1994, 1995-1996
- Charity Shield: 1

1981
- Campionato inglese di seconda divisione: 2

1937-1938, 1959-1960
- Third Division: 1

1971-1972
- Football League War Cup: 1

1943-1944

### Competizioni internazionali
- Coppa dei Campioni: 1

1981-1982
- Supercoppa UEFA: 1

1982
- Coppa Intertoto UEFA: 1  (record inglese condiviso con West Ham, Fulham e Newcastle)

2001

### Competizioni giovanili
- FA Youth Cup: 5

1971-1972, 1979-1980, 2001-2002, 2020-2021, 2024-2025
- NextGen Series: 1  (record condiviso con l'Inter)

2012-2013

## Statistiche e record

### Partecipazione ai campionati
| Livello | Categoria       | Partecipazioni | Debutto   | Ultima stagione | Totale |
| ------- | --------------- | -------------- | --------- | --------------- | ------ |
| 1º      | First Division  | 81             | 1907-1908 | 1991-1992       | 111    |
| 1º      | Premier League  | 30             | 1992-1993 | 2024-2025       | 111    |
| 2º      | Second Division | 10             | 1936-1937 | 1987-1988       | 13     |
| 2º      | Championship    | 3              | 2016-2017 | 2018-2019       | 13     |
| 3º      | Third Division  | 2              | 1970-1971 | 1971-1972       | 2      |

### Partecipazioni ai tornei internazionali
| Competizione                          | Partecipazioni | Debutto   | Ultima stagione | Totale |
| ------------------------------------- | -------------- | --------- | --------------- | ------ |
| Coppa dei Campioni - Champions League | 3              | 1981-1982 | 2024-2025       | 3      |
| Coppa UEFA                            | 11             | 1975-1976 | 2008-2009       | 13     |
| UEFA Europa League                    | 2              | 2009-2010 | 2010-2011       | 13     |
| Supercoppa UEFA                       | 1              | 1982      | 1982            | 1      |
| Coppa Intercontinentale               | 1              | 1982      | 1982            | 1      |
| Coppa Intertoto UEFA                  | 2              | 2001      | 2008            | 2      |
| UEFA Europa Conference League         | 1              | 2023-2024 | 2023-2024       | 1      |

### Record di squadra
Al 2025-2026 l'Aston Villa ha trascorso 112 stagioni nella massima divisione inglese, secondo soltanto all'Everton, a quota 123. Proprio per questo la partita tra Villans e Toffees è stata la più disputata nel calcio inglese in prima divisione. Nella classifica generale di tutti i tempi della Premier League l'Aston Villa si piazza al quarto posto.
Il club detiene anche il record di gol realizzati in una singola stagione: 128, nel campionato 1930–1931. La leggenda del club Archie Hunter è stato il primo calciatore a segnare ad ogni turno della vittoriosa cavalcata in FA Cup del 1887. È anche la squadra rimasta imbattuta più a lungo nelle partite casalinghe di FA Cup, non avendo subito una sconfitta per tredici anni (dal 1888 al 1901).
Un altro record detenuto dal club è quello del maggior numero di partite consecutive senza pareggio in campionato, 51, stabilito tra il gennaio 1891 ed il dicembre 1892.
Quando l'Aston Villa si è aggiudicato la Coppa dei Campioni è diventato anche il primo club a superare, in finale, il Bayern Monaco. La partita è terminata con il punteggio di 1-0 per gli inglesi, con rete di Peter Withe.

### Record individuali
Dati aggiornati al 23 agosto 2023.
| Record di presenze - 657 Charlie Aitken (1959-1976) - 531 Billy Walker (1919-1934) - 508 Gordon Cowans (1976-1985, 1988-1991) - 474 Joe Bache (1900-1915) - 466 Allan Evans (1977-1989) - 452 Tommy Smart (1919-1933) - 449 Nigel Spink (1979-1996) - 430 Johnny Dixon (1945-1961) - 423 Gareth Barry (1997-2009) - 404 Dennis Mortimer (1975-1985) | Record di reti - 244 Billy Walker (1919-1933) - 242 Harry Hampton (1904-1920) - 187 John Devey (1891-1902) - 185 Joe Bache (1900-1914) - 170 Eric Houghton (1927-1946) - 167 Tom Waring (1928-1935) - 144 Johnny Dixon (1945-1961) - 120 Peter McParland (1952-1962) - 112 Billy Garraty (1897-1909) - 100 David John Astley (1931-1936) 100 Len Capewell (1921-1930) |

## Tifoseria

### Storia

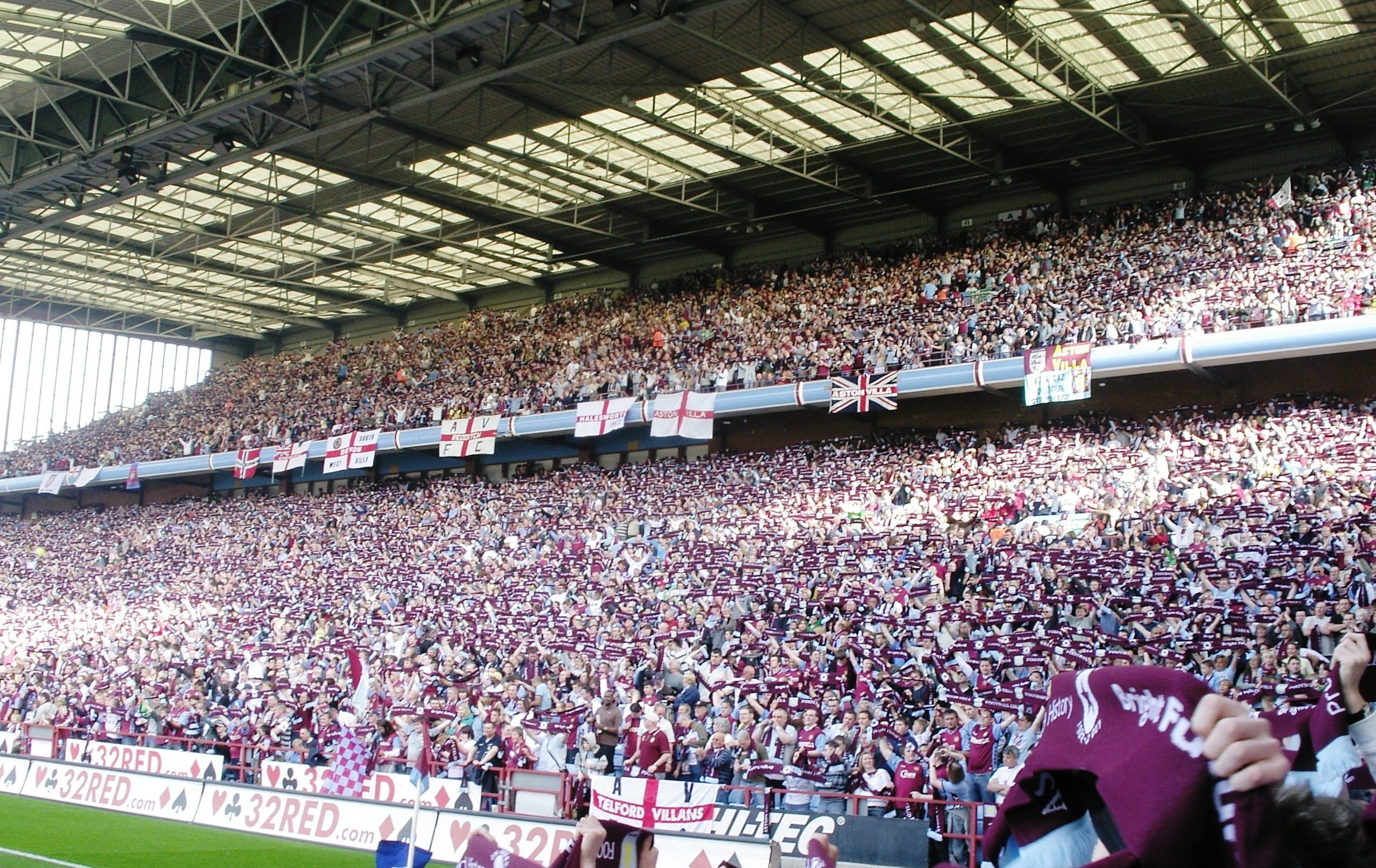
Tifosi dell'Aston Villa nella Holte End.

Come molti altri club inglesi, l'Aston Villa ha diversi gruppi di tifosi organizzati (le cosiddette firm): il Villa Youth, gli Steamers, i Villa Hardcore e i C-Crew, con questi ultimi molto attivi negli anni settanta e ottanta. Il più famoso tra i gruppi è il Villa Youth ("Gioventù del Villa"), i membri dei quali sono ritenuti tra i più tranquilli d'Inghilterra, essendo stati molto raramente al centro di fatti di cronaca. Malgrado ciò, si ricorda un episodio avvenuto nel 2004, in occasione del quale alcuni gruppi di sostenitori del club rimasero coinvolti in scontri con quelli del Queens Park Rangers e uno steward perse la vita. Come si è potuto notare recentemente in tutto il movimento calcistico inglese, il fenomeno hooligans sembra, però, essere stato arginato anche fra i tifosi dell'Aston Villa.
Un buon numero di sostenitori si organizza in club. Il principale è l'Official Aston Villa Supporters Club, che può vantare molte sezioni regionali e internazionali. Durante l'era di Doug Ellis il numero dei gruppi indipendenti era superiore a quello odierno, mentre in seguito alla sua cessione della società, nel 2006, molti di essi si sono sciolti. Le associazioni di tifosi curano anche alcune fanzine (riviste di e per tifosi) come Heroes and Villains e The Holy Trinity. Un vasto network di club di supporters ufficiali è stato creato a partire dal 2006. I tifosi dell'Aston Villa (The Villans) sono presenti in tutto il mondo con un nutrito numero di club. Uno dei club esteri ufficiali, i Latin Lions (Club Italiano) ospita l'evento annuale dei tifosi con la presenza delle leggende del club.
Dal punto di vista etnico l'ex direttore generale del club Richard FitzGerald ha dichiarato che il 97% dei sostenitori è di etnia caucasica, nonostante lo stadio sorga in un'area dove la presenza di bianchi è solo del 40%. La nuova proprietà vuole supportare le minoranze e agevolarle, per farle partecipare al tifo in maniera più consistente: a tal proposito sono state create alcune istituzioni, come l'Aston Pride, per sostenere i tifosi. È stato sviluppato anche un programma, chiamato A Villa in the community, volto a incoraggiare i giovani a diventare sostenitori della squadra. I nuovi proprietari hanno anche raccolto i pareri dei tifosi per cercare di coinvolgerli il più possibile nella gestione della società: nelle riunioni a cadenza trimestrale tra il club e i sostenitori, questi ultimi vengono invitati a porre delle domande alla dirigenza della squadra.

### Rivalità
L'avversario storico dell'Aston Villa è il Birmingham City, squadra della stessa città. Dalla rivalità nasce un derby noto come il Second City Derby, essendo Birmingham la seconda città più popolosa del Regno Unito. Esistono inoltre delle storiche rivalità con alcune squadre della zona come il Coventry City, il West Bromwich Albion e il Wolverhampton Wanderers. Queste tre squadre, insieme al Walsall e alle due del derby prima citato, sono identificate come i Big Six, ossia le sei squadre più importanti delle Midlands occidentali. Di queste, però, solo l'Aston Villa, il West Bromwich Albion e il Wolverhampton Wanderers militano nella Premier League 2022-2023, mentre le altre giocano nelle serie inferiori. Proprio dopo la retrocessione del West Bromwich al termine della stagione 2005–2006, l'Aston Villa si trovò ad essere l'unica squadra delle Midlands occidentali a giocare la Premier League. Così nella stagione 2006–2007 l'avversario geograficamente più vicino fu lo Sheffield United. Nella stagione 2007–2008 il Birmingham City tornò in Premier e perse nel corso dell'anno sia il derby del girone d'andata che quello del ritorno. Al termine del campionato retrocesse nuovamente. Per questa ragione nella stagione 2008–2009 non si disputa il Second City Derby. Nell'anno successivo, il Birmingham City è tornato nella massima divisione inglese, assieme al Wolverhampton Wanderers.

## Organico

### Rosa 2025-2026
Rosa, numerazione e ruoli sono aggiornati al 20 agosto 2025.
| N. |                        | Ruolo | Calciatore          |
| -- | ---------------------- | ----- | ------------------- |
| 2  | Polonia (bandiera)     | D     | Matty Cash          |
| 4  | Inghilterra (bandiera) | D     | Ezri Konsa          |
| 5  | Inghilterra (bandiera) | D     | Tyrone Mings        |
| 6  | Inghilterra (bandiera) | C     | Ross Barkley        |
| 7  | Scozia (bandiera)      | C     | John McGinn ()      |
| 8  | Belgio (bandiera)      | C     | Youri Tielemans     |
| 10 | Argentina (bandiera)   | C     | Emiliano Buendía    |
| 11 | Inghilterra (bandiera) | A     | Ollie Watkins       |
| 12 | Francia (bandiera)     | D     | Lucas Digne         |
| 14 | Spagna (bandiera)      | D     | Pau Torres          |
| 15 | Spagna (bandiera)      | D     | Álex Moreno         |
| 16 | Spagna (bandiera)      | D     | Andrés García       |
| 17 | Paesi Bassi (bandiera) | A     | Donyell Malen       |
| 19 | Inghilterra (bandiera) | A     | Samuel Iling-Junior |

| N. |                           | Ruolo | Calciatore        |
| -- | ------------------------- | ----- | ----------------- |
| 22 | Paesi Bassi (bandiera)    | D     | Ian Maatsen       |
| 23 | Argentina (bandiera)      | P     | Emiliano Martínez |
| 24 | Belgio (bandiera)         | C     | Amadou Onana      |
| 26 | Paesi Bassi (bandiera)    | C     | Lamare Bogarde    |
| 27 | Inghilterra (bandiera)    | D     | Morgan Rogers     |
| 29 | Costa d'Avorio (bandiera) | A     | Evann Guessand    |
| 33 | Inghilterra (bandiera)    | A     | Lewis Dobbin      |
| 40 | Paesi Bassi (bandiera)    | P     | Marco Bizot       |
| 44 | Francia (bandiera)        | C     | Boubacar Kamara   |

### Staff tecnico
- Unai Emery - Allenatore
- Pako Ayestarán - Vice allenatore
- Pablo Villanueva - Vice allenatore
- Javi García - Allenatore dei portieri
- Jim Hendry - Preparatore atletico